# Giovanni Vacca (musicologo)
Giovanni Vacca (Napoli, 1963) è un antropologo e musicologo italiano.

## Biografia
Collaboratore di numerose testate giornalistiche (il manifesto, Blow Up, Musica/Realtà e altre), si occupa prevalentemente di canzone d'autore di area italiana, anglosassone e francese, di canzone napoletana e di musiche e culture popolari e urbane rapportate ai processi di modernizzazione. Su questi argomenti ha scritto numerosi saggi e tre libri: Il Vesuvio nel motore, dedicato alla storia del gruppo operaio musicale ‘E Zezi di Pomigliano d'Arco, la ricerca antropologica Nel corpo della tradizione, sulla cultura popolare meridionale, e Gli spazi della canzone, che racconta la genesi e lo sviluppo della canzone napoletana in relazione alle mutazioni urbanistiche della città di Napoli. Ha collaborato, con oltre 150 schede critiche, a Il grande dizionario della canzone italiana curato da Dario Salvatori, Rizzoli 2006 e alla Bloomsbury Encyclopedia of Popular Music of the World. Volume XI, Genres: Europe, (a cura di David Horn, John Shepherd, Paolo Prato), 2017.
Nel 1987 e nel 1988 ha registrato l'ultima intervista al grande artista inglese Ewan MacColl (la più lunga da lui mai concessa), poi pubblicata nel libro Legacies of Ewan Maccoll, curato insieme al musicologo Allan F. Moore. Il volume, uscito a venticinque anni dalla morte di MacColl, contiene saggi critici e fotografie inedite, ed è introdotto da una prefazione di Peggy Seeger.
Ha poi scritto Spettabili tutti (saicomè, 2016), l’unico testo che analizza criticamente la produzione di Gianfranco Marziano, controverso cantautore e artista underground.
Ha composto inoltre testi di canzoni per gruppi napoletani di world music (Spaccanapoli e Pietrarsa), partecipando al film-documentario Songs under a Big Sky, diretto da Michael Coulson per National Geographic, Mandalay e Real World Records.
Fa parte del comitato scientifico del Gatm (Gruppo di Analisi e Teoria Musicale) e delle redazioni delle riviste accademiche "Etnografie sonore/Sound Ethnographies" e "Rivista di Teoria e Analisi Musicale (RATM)".
Dal 2023 è professore associato di etnomusicologia e Popular Music presso l'Università di Roma Tre.

## Scritti
- Il Vesuvio nel motore, Roma, manifestolibri, 1999. ISBN 88-7285-187-4
- Nel corpo della tradizione, Roma, squilibri, 2004. ISBN 88-89009-04-7.
- Gli spazi della canzone, Lucca, Libreria Musicale Italiana, 2013. ISBN 88-7096-708-5.
- Legacies of Ewan MacColl, Farnham, Ashgate, 2014. ISBN 978-1409424307.
- Spettabili tutti. Parole e musica di Gianfranco Marziano,  Saicomè, 2016.[4]
- Memorie della canzone francese. Nascita di un genere musicale (1848–1945), Libreria Musicale Italiana, 2022. ISBN 978-8855431309.

Collaborazioni a lavori collettivi.

## Discografia
- Spaccanapoli, Lost Souls (Aneme Perze), Real World 2000.
- Pietrarsa, alfamusic 2005.

## Filmografia
- Songs under a Big Sky, National Geographic, Mandalay, Real World, 2001.